# Chessy (Seine-et-Marne)
Chessy ist eine französische Gemeinde mit 7242 Einwohnern (Stand 1. Januar 2022) im Département Seine-et-Marne in der Region Île-de-France. Sie gehört zum Arrondissement Torcy, zum Kanton Serris und zur Ville nouvelle Marne-la-Vallée. Die Einwohner werden Cassassiens genannt.

## Geographie
Chessy befindet sich östlich von Paris und umfasst eine Fläche von 574 Hektar. 
Nachbargemeinden sind:
- Dampmart im Nordwesten
- Chalifert im Nordosten
- Coupvray im Osten
- Serris im Süden
- Montévrain im Westen

## Bevölkerungsentwicklung
| Jahr      | 1962 | 1968 | 1975 | 1982 | 1990 | 1999 | 2006 | 2011 | 2017 |
| Einwohner | 394  | 462  | 582  | 760  | 1124 | 1667 | 3060 | 4355 | 5633 |

In den nächsten Jahren wird die Einwohnerzahl von Chessy weiterhin stark ansteigen, da die Gemeinde Teil des Neubaugebietes Val d’Europe im 4. Sektor der Ville nouvelle Marne-la-Vallée ist.

## Verkehr
Am Bahnhof Marne-la-Vallée - Chessy halten TGV Züge sowie der Linie A. Somit ist der Ort an die Schnellfahrstrecke LGV Interconnexion Est und das Schienennetz der RER-Vorortzüge von Paris angeschlossen.
Außerdem führt die Autobahn A4 mit der Abfahrt Marne-la-Vallée Val d’Europe an Chessy vorbei.

## Sehenswürdigkeiten
- Das Disneyland Paris liegt zu einem großen Teil auf dem Gemeindegebiet von Chessy.